# أوكوتة ريموندية
الأوكوتة الريموندية (الاسم العلمي:Ocotea raimondii) هي نوع من النباتات تتبع جنس الأوكوتة من الفصيلة الغارية.